# Fort Ann (bykommun)

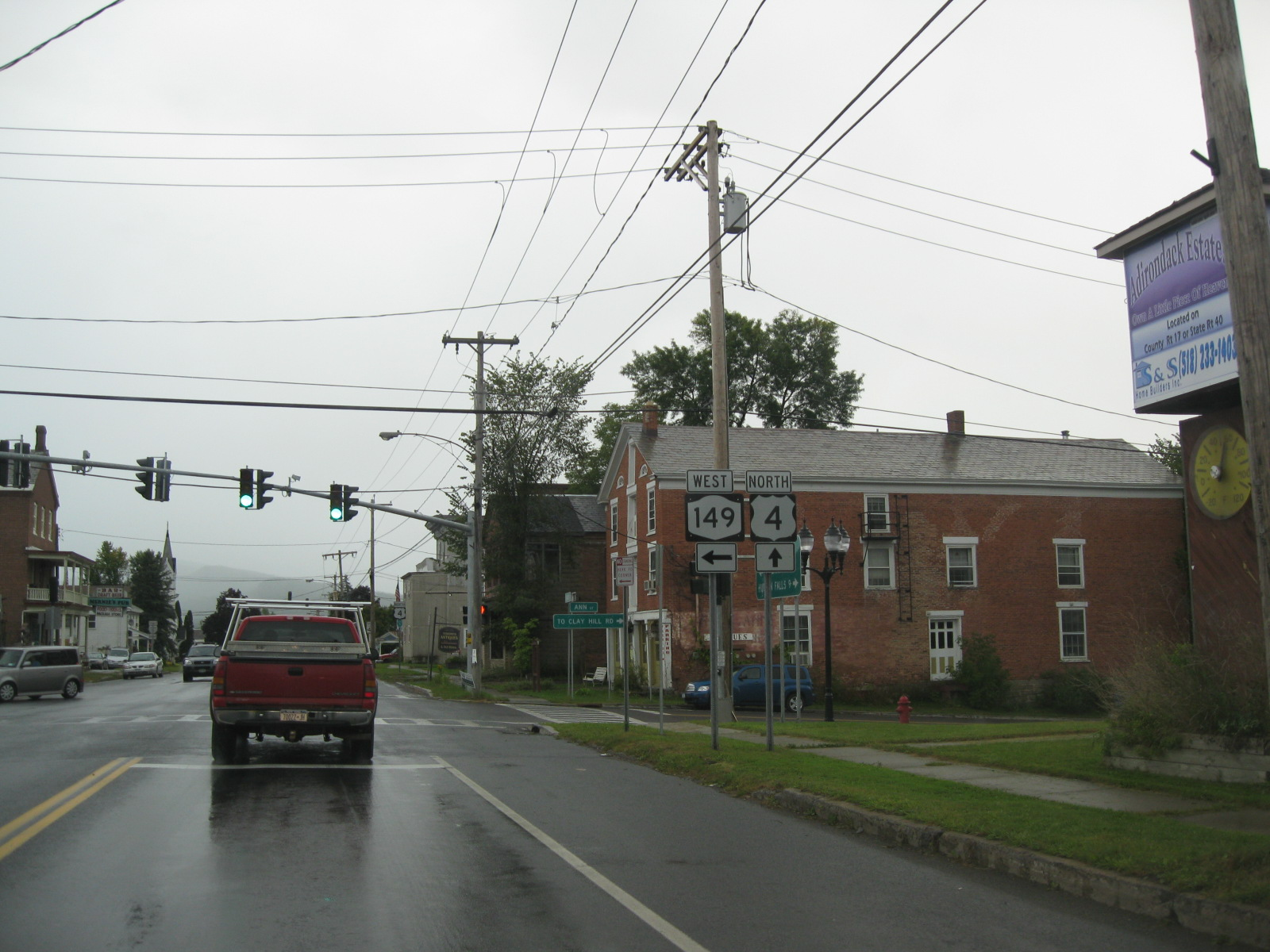
Väg 149 går igenom Fort Ann.

Fort Ann är en ort och en bykommun (village) med visst kommunalt självstyre. Den ligger vid Hudsonfloden, i kommunen Fort Ann i delstaten New York.
Bykommunen Fort Ann hade 471 invånare vid folkräkningen 2010. 